# TAM (tanc)
|  | Aquest article tracta sobre el tanc TAM. Vegeu-ne altres significats a «Teixit adipós marró». |

El Tanque Argentino Mediano (en català: Tanc Argentí Mitjà o simplement com a TAM) és un tanc mitjà, dissenyat el 1973 per l'empresa Thyssen-Henschel d'Alemanya per a l'Exèrcit argentí. Utilitza el mateix xassís que el Marder, i va ser fabricat per l'empresa Tanque Argentino Mediano Sociedad del Estado (TAMSE), dissolta durant la presidència de Carlos Menem. A parir del model principal han sorgit almenys una dotzena de variants.

## Història
L'ambiciós projecte per a la fabricació d'un tanc totalment argentí va néixer el 1973, quan l'Estat Major General de l'Exèrcit va encarregar la construcció nacional d'un tanc mitjà per a reemplaçar als desfasats vehicles blindats que la força terrestre mantenia des de la Segona Guerra Mundial, és a dir, els M4 Sherman i Sherman Firefly. El xassís i buc del nou tanc també havien de ser utilitzats per a la construcció d'una versió IFV, amb la finalitat de substituir als obsolets semierugues M9.
Cal tenir en compte que durant les dècades del seixanta i del setanta, va haver moments en els quals es va poder haver deslligat un conflicte bèl·lic amb Xile, i la construcció d'un tanc propi, superior als de la regió, que va ser vist per la cúpula militar com la millor opció per a reemplaçar el vell parc blindat, tenint en compte que possiblement, si hagués hagut una guerra, les altres nacions no vendrien armament a l'Argentina.
Els requeriments generals del tanc eren els següents: 
- Portar un canó de 105 o 120 mm;
- Posseir una velocitat màxima en carretera de fins a 80 km/h;
- Tenir una autonomia en asfalt de més de 500 km sense utilitzar tancs de combustible externs.
- No superar les 35 tones en ordre de combat;
- Estar equipat amb un modern sistema de control de tir i de visió nocturna.

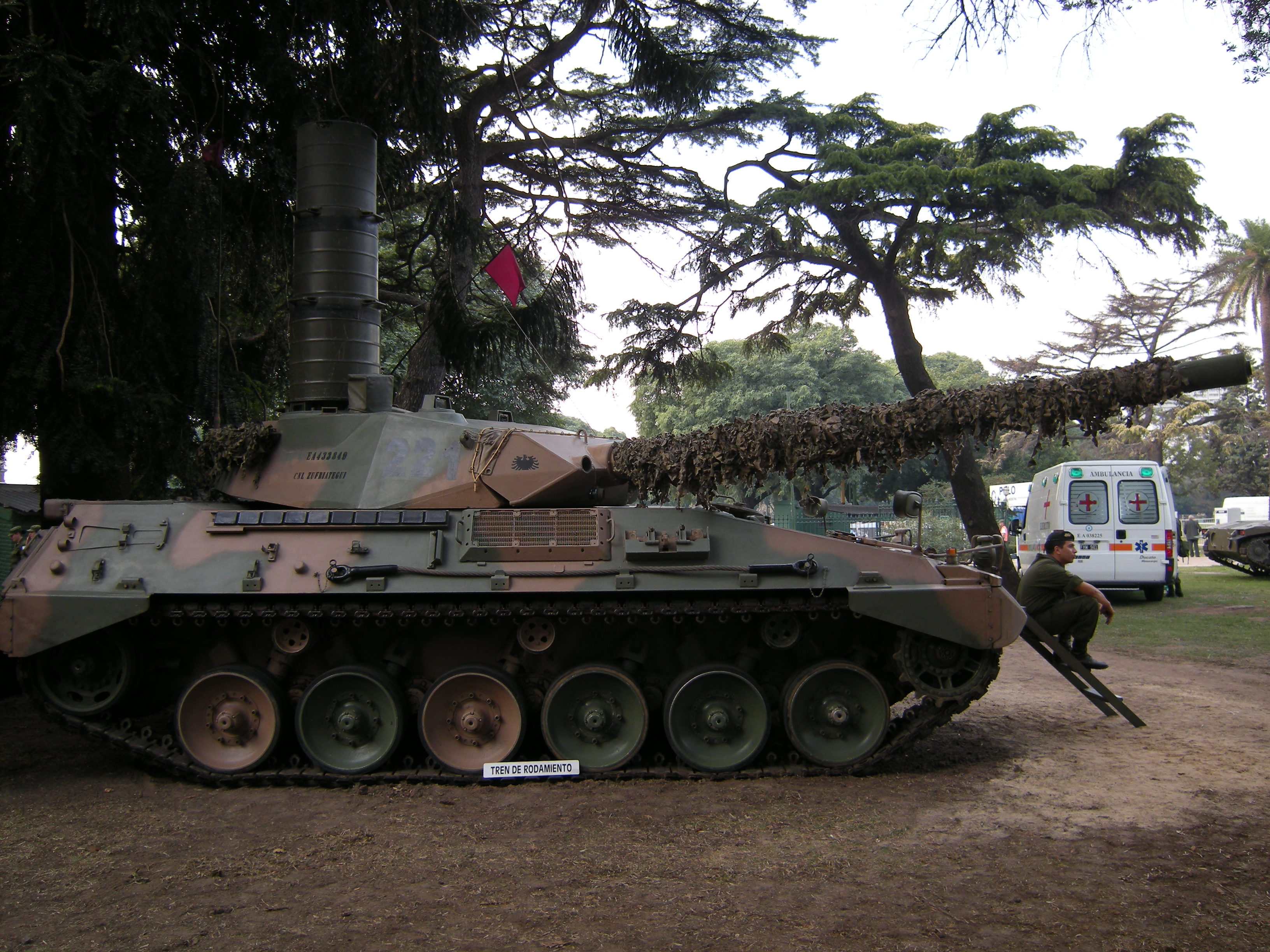
TAM amb snorkel instal·lat, durant l'Exposició de l'Exèrcit argentí realitzada al maig del 2008

La idea de produir un tanc propi era molt avantatjosa, ja que en estar dissenyat per a ser usat en un escenari específic, el futur operari aconsegueix un vehicle molt més acord als requisits i necessitats, en lloc d'adquirir un producte estranger que va ser pensat per a teatres d'operacions molt diferents.
Per aquesta raó, el TAM va ser desenvolupat tenint en compte molts aspectes de l'Argentina, com els relleus, els climes, la infraestructura viària, etcètera. Ja que el país té una enorme extensió territorial, es requeria un blindat amb un excepcional abast de gairebé 1.000 quilòmetres amb combustible extra, i amb una velocitat final major als 70 km/h. A causa dels diversos tipus de sòls, el vehicle havia de tenir una escassa pressió sobre el sòl, i com que els camins i carreteres del país es trobaven encara en ple desenvolupament, no convindria que el pes del mateix superés la massa de les 30 tones. És per això que el TAM no podria dur molt blindatge; a més aquesta característica no era gaire necessària, perquè els carros de combat de les nacions veïnes eren antiquats i no era una urgència posseir un tanc massa protegit.
Encara que els enginyers argentins ja havien construït un tanc nacional durant els anys quaranta (el Nahuel DL-43), no posseïen experiència en dissenys moderns. Va ser per aquest motiu que el projecte Tanc Argentí Mitjà va ser ofert a empreses alemanyes i franceses.

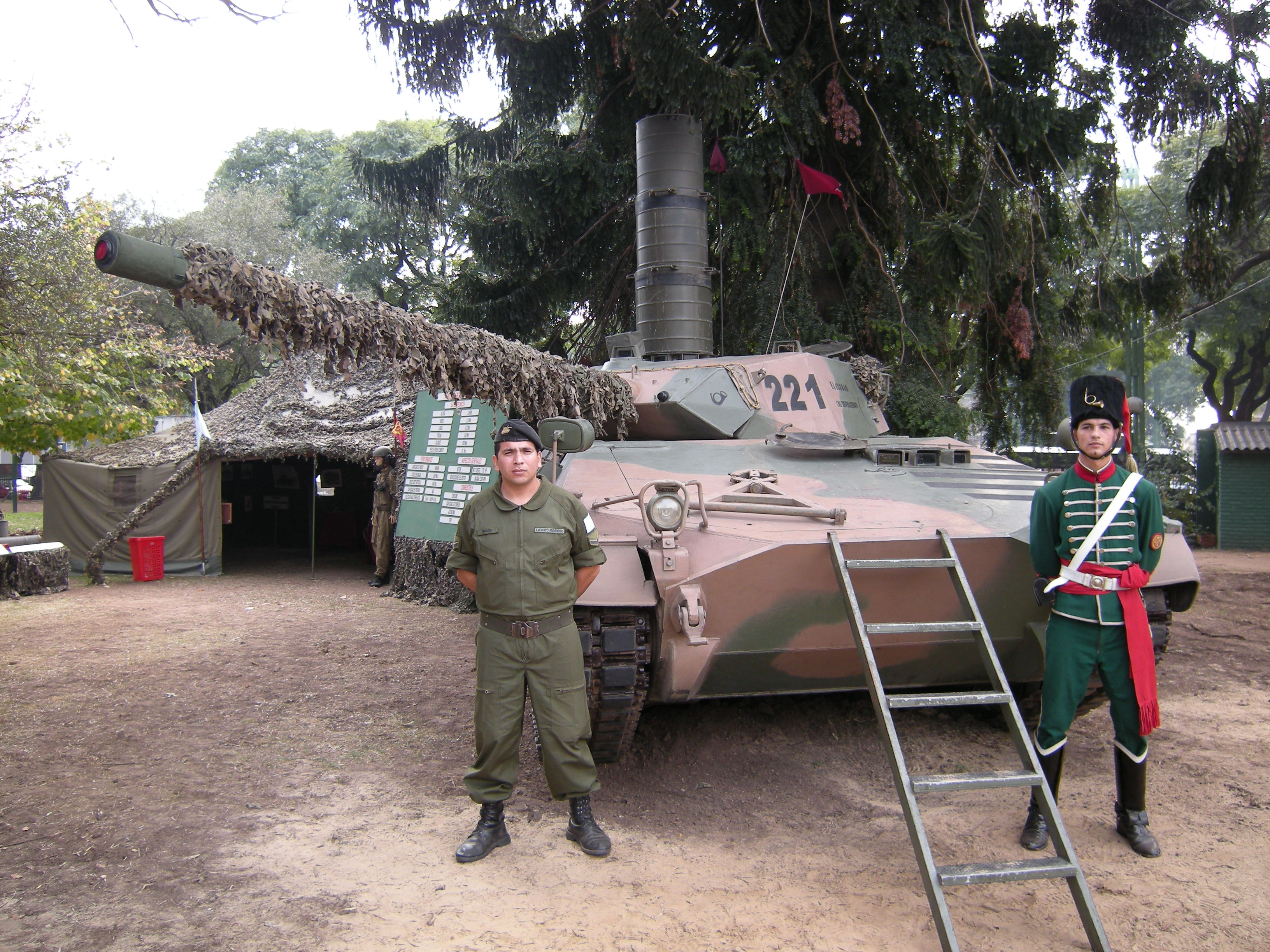
TAM del Regiment de Cavalleria de Tancs 8 "Caçadors General Necochea", al costat d'un tanquista amb l'uniforme actual i un membre amb l'uniforme històric de la unitat

Els germans van presentar el seu reeixit Leopard 1 mentre que la francesa GIAT Industries va fer el mateix amb el AMX-30. Aquests dos models eren molt similars, ja que eren considerats com els millors MBT d'Europa; ambdós eren relativament lleugers, estaven poc protegits, i a més posseïen una molt bona mobilitat. Els EUA va voler participar en el concurs i va enviar un M60 Patton per a ser avaluat per l'Exèrcit argentí. El tanc nord-americà era molt pesat, no tenia tanta autonomia com la requerida, era més lent que els europeus, i a més era més costós d'adquirir i mantenir.
Va ser llavors quan, el 1977, l'empresa alemanya Thyssen Henschel va mostrar dos prototips basats el IFV Schützenpanzer Marder; un podia ser adoptat com a tanc mitjà, i l'altre com a vehicle de combat d'infanteria. Ja que començar des de zero amb el disseny d'un tanc era alguna cosa molt complicada per a un país llatinoamericà, i com que els militars argentins es trobaven molt precipitats, la Thyssen Henschel va guanyar el contracte. Aquesta li va proporcionar el traspàs de tecnologies necessàries per a la construcció del blindat en sòl argentí, i aquest mateix any els dos vehicles van ser sotmesos a duríssimes proves de supervivència i demostració de capacitats, les quals van ser realitzades per personal de l'Exèrcit argentí. Els prototips van ser utilitzats en totes les zones del territori argentí en les quals podrien ocórrer hipotètics conflictes, com en la Serralada dels Andes, la selva missionera, l'estepa patagona, etcètera.
Aquestes proves van ser superades amb èxit i el 1978 es va iniciar la construcció del primer lot de 6 vehicles de presèrie en la Fàbrica Militar de Riu Tercer. El govern argentí va crear una empresa estatal la funció de la qual era acabar tot el projecte en si; que es coneixeria després com a TAMSE (Tanque Argentino Mediano Sociedad del Estado), i la seva fàbrica comptaria amb materials i mètodes de producció moderns per la Llatinoamèrica de llavors. Les instal·lacions sumaven més de 15.000 m², i es tenia pensat construir-hi uns 252 tancs i 316 IFV.

## Disseny
La base del TAM està basada en un IFV, ja que el xassís és el mateix que l'utilitzat en el Marder i, per tant, no és el d'un tanc, condicionant en gran manera el pes final del vehicle, ja que aquest sistema de rodat no suporta molt més que 30 tones. Si bé aquesta característica no li va permetre portar un blindatge acceptable per a les dimensions que té, li va proporcionar un escàs pes per a la seva grandària, i per tant, baixa pressió sobre el sòl. A això caldria afegir-li que la seva desproporcional relació entre potència i pes per als estàndards de l'època, li va atorgar una excel·lent mobilitat.
Duu el seu motor muntat al capdavant del buc, igual que el Merkava israelià, ajudant de manera significativa a la supervivència de la tripulació. El matellet del canó és molt semblant al Leopard 1 i el snorkel de tres peces que utilitza per a vadejar cursos d'aigua profunds és similar a l'usat pel Leopard 1 i Leopard 2. A excepció del motor, la transmissió i el sistema de control de tir, que per la seva sofisticació hagueren de ser importats, les altres parts van ser produïdes per empreses estatals o privades, que van participar en conjunt sota la coordinació del govern. Compostos essencials del tanc com el blindatge, el canó i els sistemes de comunicació van ser fets en el país, sent de disseny nacional o en molts casos fabricats sota llicència.

## Mobilitat
Gràcies al seu escàs pes, el TAM gaudeix d'excel·lent mobilitat, sumant-se a això la relació pes/potència de 24hp/ton i la pressió sobre el sòl de 0,77 kg/cm2. Posseïx un motor MTU MB 833 Ca 500 dièsel de 6 cilindres i 22,4 litres, supercarregat, que desenvolupa 720 cavalls a 2.200 rpm. Pot creuar rius de fins a 1,4 metres sense preparació, 2,5 metres amb un sistema hidràulic de vadeig, i 4 metres amb un snorkel de tres peces que s'ajusta en la cúpula del cap del tanc, en la torreta. Finalment, té una frenada màxima de 5m/s gràcies als seus frens de disc.

## Blindatge
El blindatge és convencional, d'acer de fabricació nacional, produït a la planta Alts Forns Zapla. Solament pot donar protecció davant de projectils de 30mm o poc més. Cal tenir en compte que l'ús d'un blindatge sofisticat estava fora de l'abast de la logística de l'època i del poder adquisitiu de l'Estat. Per això, per a pal·liar aquests inconvenients, se li va donar al tanc una silueta baixa, i es van col·locar les planxes de blindatge en angles el més inclinat possibles, per a disminuir l'eficàcia de projectils perforants. A més, tenint en compte que la majoria dels tirs impacten en la torreta, va ser en la part frontal de la
 on es va concentrar la protecció del vehicle.

## Armament
Les primeres unitats estaven equipades amb la versió local del difós canó de 105mm anglès L7A3. Les següents unitats van ser armades amb el canó alemany Rheinmetall LTA2, el qual equipa a la majoria dels TAM. Els últims models van adoptar la versió localment modificada del canó francès CN-105-57, produïda per la Fàbrica Militar de Riu Tercer. És capaç de disparar municions APFSDS-T, HEAT-T, HESH, HE, HEP-T, Canister, fumígena i traçadora, amb magatzem de 50 rondes. A més del canó principal, el TAM posseïx una metralladora coaxial al canó i altra antiaèria en la torre, ambdues de 7,62mm i amb 6.000 cartutxos.

## Modernització del TAM a TAMseglexxi
Cap a finals dels anys 1990 s'havia arribat a un punt crític d'obsolescència, que amenaçava de deixar a l'Exèrcit argentí sense el seu principal mitjà de combat blindat. Així, l'Exèrcit i l'empresa Champion S.A. emprenen un programa de recuperació-reparació, i de modernització i conservació del parc de TAM existent en la força, assolint recuperar a nou, 100 VC TAM. Com és sabut, no pot existir un Tanc de Guerra que es vani d'anomenar-se Vehicle de Combat, si no compta amb capacitat de combat 24 h, és a dir "tot el temps". Davant d'això l'empresa Champion va dissenyar un conjunt de millores per a fer d'aquest tanc un veritable "tot el temps". Les millores comprenen en noves capacitats per a l'adquisició de blancs i la instal·lació d'un sistema de visió per infrarojos muntat en la part externa de la torreta, a la dreta del canó en una caixa blindada.

## Exportacions
A pesar de ser un disseny econòmic i rendible, no ha pogut ser exportat per pressions internacionals i per la inestable situació econòmica de la nació.
El 1986, en el marc de la guerra que estaven combatent en el Golf Pèrsic, l'Iraq va ordenar 400 TAM i l'Iran 1.000, però els EUA i Alemanya van pressionar perquè no es venguessin.

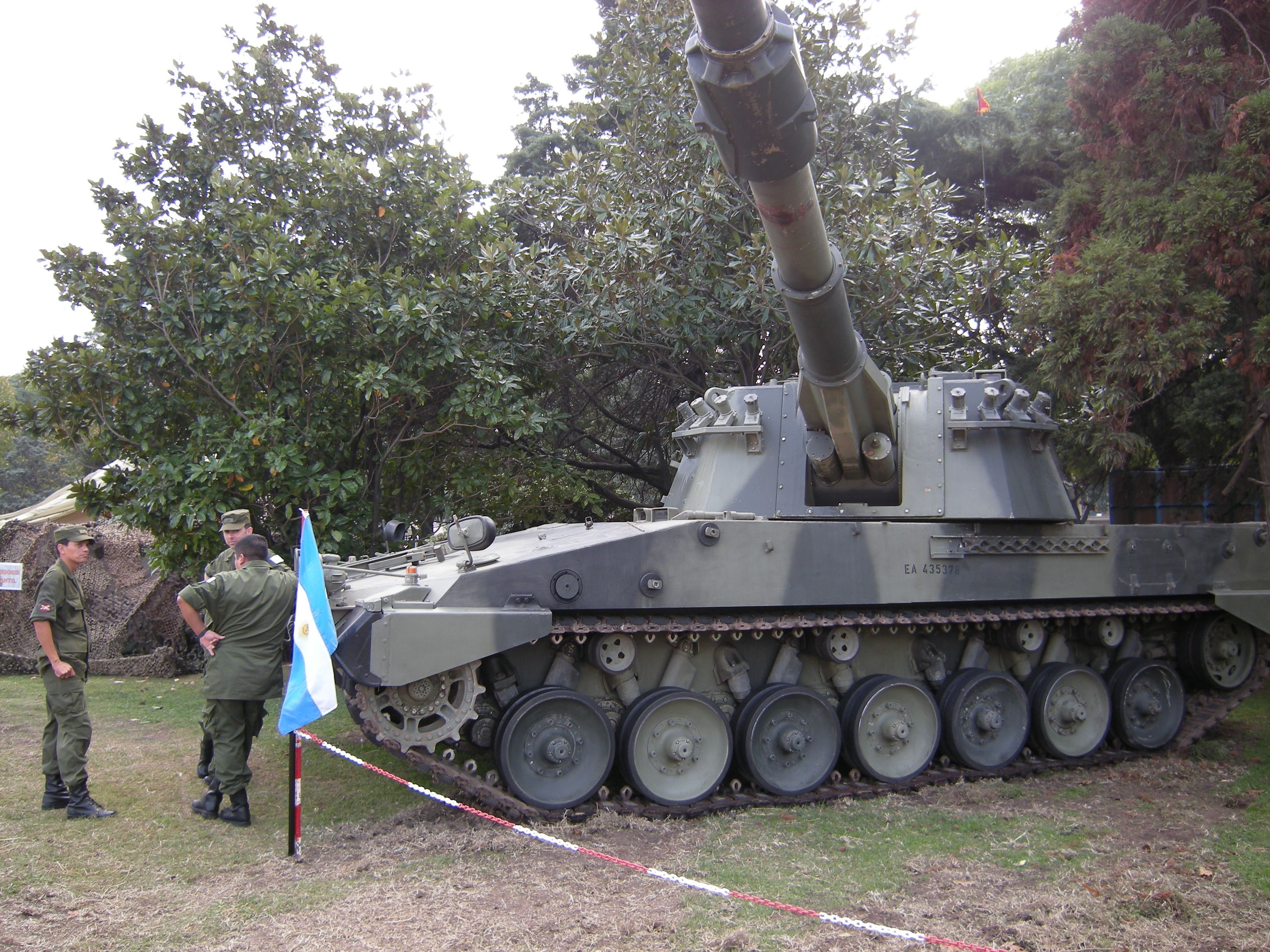
VCA Palmaria de 155 mm, durant l'Exposició de l'Exèrcit argentí realitzada al maig de 2008

El 1987, Perú va demanar 40 TAM i 46 VCTP, però les comandes van ser cancel·lades, de la mateixa forma que tres anys després, quan Equador va fer una competència per a triar el tanc que equiparia al seu exèrcit, i el TAM va guanyar als SK-105A2 i AMX-13/105, però no es va concretar l'adquisició.
El TAM ha quedat avui en dia relegat per la poca capacitat d'ampliació del disseny, que encara que va ser bo per a l'època, es troba actualment desfasat. L'elecció d'un buc com el del Marder, que va abaratir els costos en el seu moment, no permet que ara se li incorpori un canó més pesat ni que se li afegeixi més blindatge (el seu punt més feble). Qualsevol d'aquestes millores sobrecarregaria la suspensió i altres elements motrius o al mateix buc. Fins i tot es va intentar de millorar la protecció aplicant-se-li blindatge reactiu, però no va prosperar. Amb els seus ja 30 anys de servei en l'exèrcit, el TAM hauria de començar a ser reemplaçat per un tanc més modern que estigui a l'altura de les circumstàncies.
Finalment, és per a destacar que el TAM no ha vist mai el combat, degut al fet que no va participar de la Guerra de les Malvines, perquè en llavors les millors unitats blindades se situaven a la frontera de Xile, ja que es creia que si es deixava desguarnida aquesta frontera, el país veí aprofitaria per a atacar a l'Argentina mentre aquesta combatia en les Illes Malvines.

## Variants
- TAM VCA: ambulància.

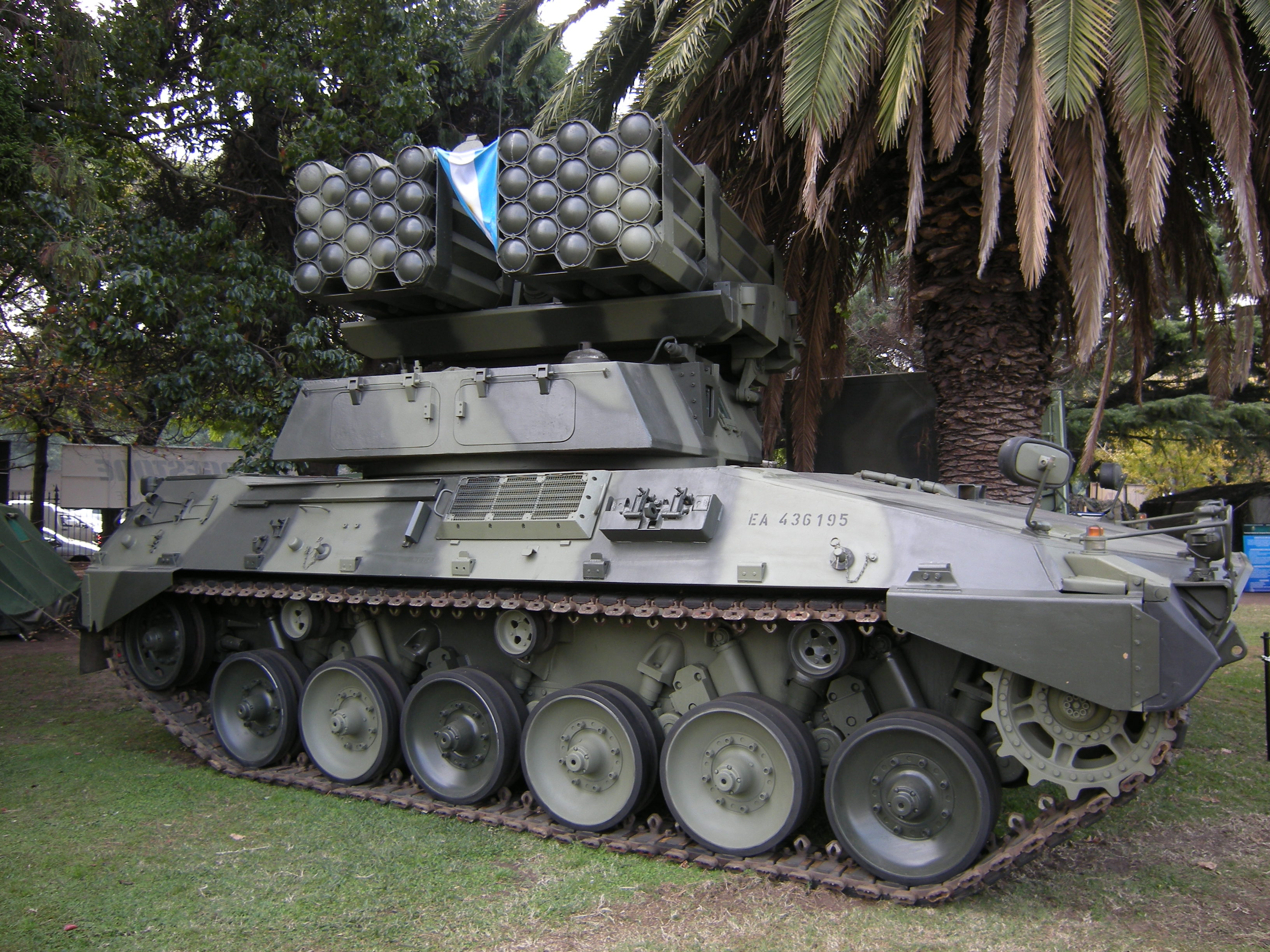
VCLC amb 36 contenidors de 160 mm, durant l'Exposició de l'Exèrcit argentí realitzada al maig de 2008

- TAM VCA 155: utilitza un xassís de TAP (Tanc Argentí Pesat, un projecte abandonat), de 40 tones i 7 rodes de rodadura, i una torreta i obús de 155 mm Palmaria d'origen italià. 17 unitats construïdes.
- TAM VC AMUN: municionador de vehicles d'artilleria. Compte amb cinta transportadora i aparell per a facilitar la càrrega. És capaç de transportar 80 projectils 155mm i reabastir a un VCA Palmaria en 10 minuts. 2 unitats construïdes.[17]

- TAM VCCDT: amb lloc d'artiller. 6 unitats produïdes.
- TAM VCDA: defensa antiaèria amb 2 canons de 30 o 35 mm.

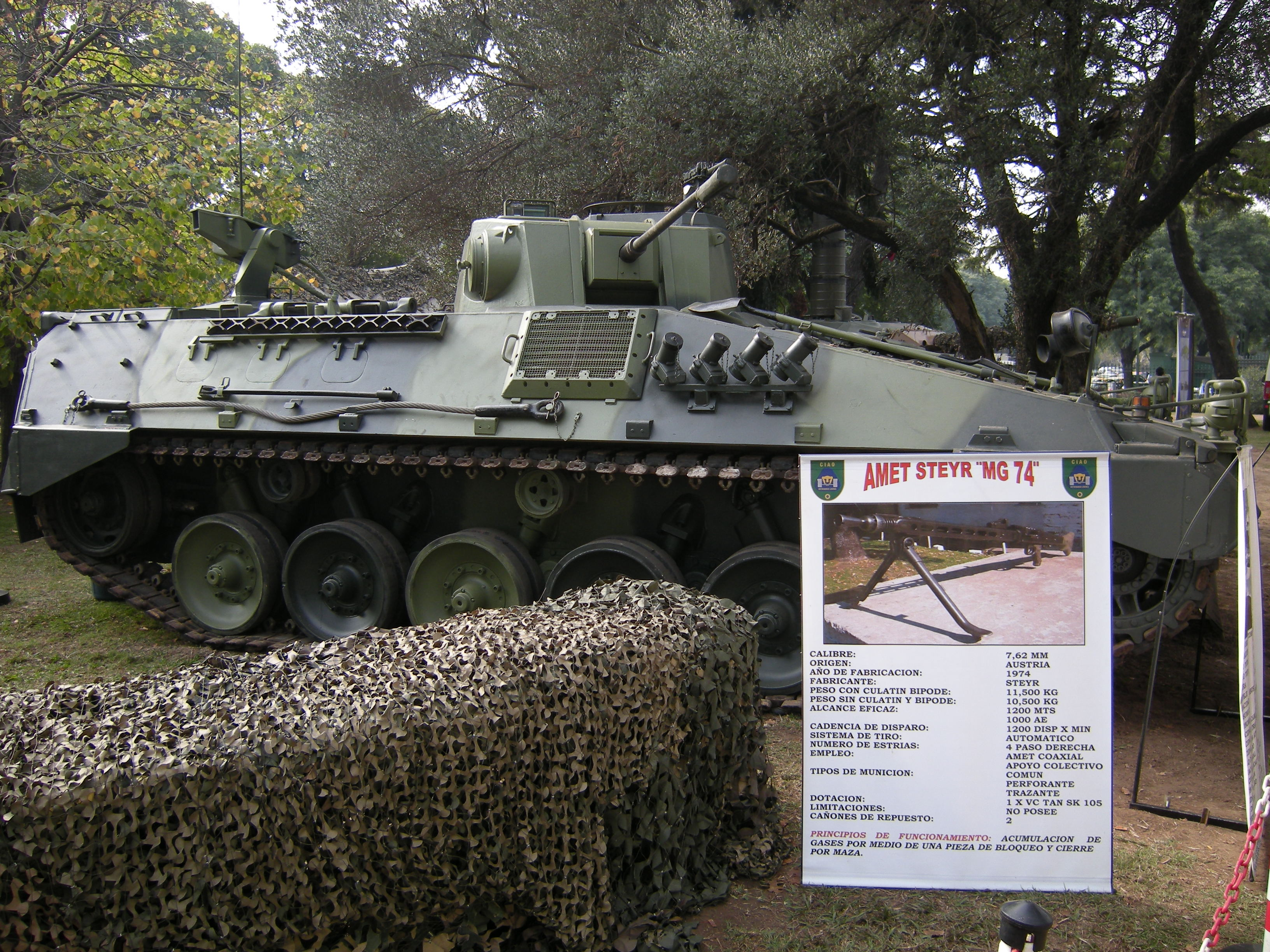
VCTP durant l'Exposició de l'Exèrcit Argentí realitzada al maig de 2008

- TAM VCLC: llança coets múltiple, de 160 o 350mm, utilitza projectils "CAL-160" o "CAL-350", versions locals dels israelians LAR-160 i MAR-350.
- TAM VCLM: amb sistema de míssil solc aire Roland 2.
- TAM VCLP: equipat amb un pont.
- TAM VCPC: versió de comandament model de base VCTP. Duu equips de comunicació i fins a 6 soldats. 9 unitats produïdes. * TAM VCRT: per a remolc i de manteniment.
- TAM VCTM: porta morter, amb una peça de 120mm i una tripulació de 5 homes. També utilitzable com antimines instal·lant-li corrons "Urdan". 13 unitats construïdes.
- TAM VCTP: vehicle de combat i transport d'infanteria, armat amb un canó RH-202 de 20mm. Pot transportar en el seu interior a 10 soldats que entren i surten per una rampa del darrere i es pot fer foc des del compartiment de tropa gràcies a uns portells situats en els costats del buc. Unes 106 unitats produïdes i en servei.